# En värsting till syster
En värsting till syster (engelska: Sister Act) är en amerikansk musikalkomedi som hade biopremiär i USA den 29 maj 1992, i regi av Emile Ardolino. Huvudrollen spelas av Whoopi Goldberg.
Filmen hade premiär 4 december 1992 i Sverige och 5 mars året efter i Danmark och Finland.
Följande år, 1993, fick filmen en uppföljare, En värsting till syster 2.

## Handling
När nattklubbssångerskan Deloris råkar få se sin chef/älskare döda en man, blir hon eftersökt av hela maffian. Det enda säkra stället är ett nunnekloster och själv bli nunna. Men Deloris kan inte med att inte göra någonting, och sätter fart på nunnorna i kören.

## Rollista (i urval)
- Whoopi Goldberg - Deloris Van Cartier/Syster Mary Clarence
- Maggie Smith - Abbedissan
- Kathy Najimy - Syster Mary Patrick
- Wendy Makkena - Syster Mary Robert
- Mary Wickes - Syster Mary Lazarus
- Harvey Keitel - Vince LaRocca
- Lisa Eilbacher - Vince LaRoccas girlfriend
- Bill Nunn - Lt. Eddie Souther

### Fotnoter
1. ↑  JeanDavid Blanc, AlloCiné, Allociné film-ID: 28351, läs online, läst: 13 april 2016.[källa från Wikidata]
2. 1 2  Internet Movie Database, IMDb-ID: tt0105417co0047972, läs online, läst: 13 april 2016.[källa från Wikidata]
3. ↑  FilmAffinity, Filmaffinity film-ID: 594406, läs online, läst: 13 april 2016.[källa från Wikidata]
4. ↑  Stopklatka, läs online, läst: 13 april 2016.[källa från Wikidata]
5. ↑  JeanDavid Blanc, AlloCiné, AlloCiné person-ID: 28351, läs online, läst: 13 april 2016.[källa från Wikidata]
6. ↑  Box Office Mojo, Box Office Mojo film-ID: sisteract, läs online.[källa från Wikidata]
7. ↑  Svensk Filmdatabas, Svenska Filminstitutet, Svensk filmdatabas film-ID: 17028, läs online.[källa från Wikidata]
8. ↑  Internet Movie Database, läs online, läst: 14 april 2017.[källa från Wikidata]
9. ↑  Box Office Mojo, läst: 7 mars 2019.[källa från Wikidata]
10. ↑  ”Sister Act” (på engelska). Box Office Mojo. 29 maj 1992. http://www.boxofficemojo.com/movies/?id=sisteract.htm. Läst 10 september 2016.